# Phyllotreta buettikeri
Phyllotreta buettikeri es una especie de insecto coleóptero de la familia Chrysomelidae. Fue descrita científicamente en 1979 por Doguet.